# Gipsoteca dell'Accademia di Belle Arti Pietro Vannucci
La Gipsoteca del Museo dell'Accademia di Belle Arti "Pietro Vannucci" di Perugia è la sezione dedicata alla scultura, contenente oltre 360 opere di epoche differenti comprese tra il VI secolo a.C. e tutto l'Ottocento.

## Storia
L'Accademia di Belle Arti “Pietro Vannucci”, una delle più antiche d'Italia, è stata fondata nel 1573 dal pittore Orazio Alfani e dal matematico Raffaello Sozi come Accademia del Disegno, con finalità inizialmente teoriche e poi didattiche.  A partire dal 1901 trova dimora nel convento di San Francesco al Prato. Nel 1974 ha inizio la raccolta delle opere artistiche, suddivise, poi, in tre sezioni: la Gipsoteca, il Gabinetto dei disegni e delle stampe, contenente opere grafiche tra cui quelle di Giovanni Battista Piranesi e Jean-Baptiste Wicar, e la Galleria dei dipinti che include opere pittoriche da Carl Christian Vogel von Vogelstein ad Alberto Burri . Il Museo, che ha aperto le sue porte nel 1992, è stato chiuso a causa del terremoto del 1997, per poi essere riavviato nuovamente a partire dal luglio 2012 con una nuova sistemazione, grazie all'azione della Fondazione Cassa di Risparmio di Perugia.

## Opere
"Il valore della raccolta si lega soprattutto a tre fattori: storicità, unicità e rilevanza delle opere."
Il nucleo iniziale della Gipsoteca nacque nel 1573 con la fondazione dell'Accademia stessa grazie alle donazioni, da parte di Vincenzo Danti, vero ideologo dell'istituzione, di calchi in gesso de Il Giorno, La Notte, Il Crepuscolo e L'Aurora di Michelangelo. Dopo un periodo di crisi nel corso del Seicento, il magistrato del Comune di Perugia, Francesco Maria degli Oddi, si impegnò per dotare la Gipsoteca di calchi da originali classici, come, per esempio, l'Apollino e Il gruppo di lottatori, per incentivare la rinascita dell'Accademia di Belle Arti tra il 1791 e il 1793. Nel 1817 Carlo Labruzzi, pittore e direttore dell'Accademia, lasciò in dono all'istituto il Torso di Belvedere. L'anno seguente, il Comune di Perugia acquistò per conto dell'Accademia l'Ercole Farnese, così da permettere agli allievi un migliore studio del disegno. Nel 1820 Antonio Canova donò il gruppo originale delle Tre Grazie, una replica in gesso eseguita per John Russell, che rappresenta il simbolo della Gipsoteca stessa. Inoltre, altre donazioni di opere canoviane sono state fatte dagli eredi del Canova, mons. Giovanni Battista Sartori e il cavaliere Pietro Stecchini, che consegnarono rilievi come Il Pugilatore Damosseno, L'uccisione di Priamo, La danza dei figli di Alcino e La Testa di Cavallo, monumento a Carlo III di Borbone. Nel 1822 il segretario di Stato della Santa Sede, il Cardinale Ettore Consalvi, come ringraziamento per la nomina ad Accademico di Onore, donò alla Gipsoteca il Discobolo, l'Urania, la Cerere, il Giove e Il busto del Nilo. Nel 1823 il Thorvaldsen, seguendo il Canova, offrì all'Accademia un gesso originale di una sua opera, il Pastorello. Nel 1836 il patriota perugino Francesco Guardabassi, designato anch'egli come Accademico di Onore, donò alla Gipsoteca il gruppo del Laocoonte. Molti calchi vennero acquisiti nel corso del tempo dall'Accademia, come quelli tratti dal Palazzo Ducale di Urbino nel 1872. Nell'anno seguente furono acquistati i calchi della cornice esterna del Paradiso del Battistero di San Giovanni a Firenze, opera dell'artista Lorenzo Ghiberti, ed entrarono ad arricchire la collezione della Gipsoteca i calchi de l'Assunzione, il Presepio e la Madonna col bambino di Luca della Robbia, lasciati in dono dal cavaliere Silvestro Friggeri Boldrini. A fine Ottocento la Gipsoteca fu dotata dei calchi del fregio nord del Partenone, custodito al British Museum di Londra. Nel 1907 furono donati all'Accademia da parte del Comune di Perugia i calchi delle statue di San Lorenzo, San Costanzo e Sant'Ercolano e nel 1912 quelli dei Grifi e dei leoni della Fontana Maggiore.

## Gipsoteca digitale
Nel corso del tempo si è sviluppata l'idea di creare una Gipsoteca digitale, una banca dati che possa raccogliere tutte le opere della gipsoteca fisica per mezzo del laser scanning che permette di tradurre i dati analogici in digitali, creando un'istantanea digitale dell'oggetto. Il fine è sia quello di ampliare la diffusione del patrimonio culturale della stessa Gipsoteca sia quello di mettere in atto delle tecniche meno invasive sul gesso.